# Christer Topelius
Georg Christoffer Zacharias (Christer) Topelius, född 30 april 1923 i Stockholms finska församling, död 10 december 1998 i Enskede församling, var en svensk författare och bokförläggare. 
Topelius skrev över femtio böcker av olika karaktär, från deckare till kulturhistoriska fackböcker. Han är bland annat känd för uppslagsboken Vem är vem i Bibeln och humorantologin Pekoral och bombasmer. Han gav också ut Te dä språk ja älsker, en antologi på östgötamål.
Christer Topelius var son till Göran Topelius och Margareta Suber. Han var gift med Ann-Sofi Topelius.